# 梁煒彤
梁煒彤，MBE，JP（1946年—），香港女性政治人物，曾任香港大學地理及地質學系講師。

## 背景
梁煒彤在1951年畢業於尖沙咀山林道尖沙咀幼稚園，1958年畢業於西營盤醫院道官立學校育才女子小學（Sir Ellis Kadoorie Primary School of Girls ）且考獲5年免費中學學位，同屆同學尚有電視劇監製葉潔馨。梁煒彤後來入讀庇理羅士女子中學，預科畢業後考入香港大學地理及地質學系。1988年，她獲委任為香港立法局非官守議員。1989年與梁智鴻、麥理覺、杜葉錫恩等創立香港民主促進會，並擔任香港民主促進會副主席。其後因意見不合，退出民主促進會。1991年香港立法局選舉時，以獨立身份參選港島東直選，敗於港同盟候選人李柱銘和文世昌。
梁煒彤在立法局工作期間，在一眾委任議員之中，被視為激進派的一份子。她與司徒華連成一線，要求政府廢除監控學校裡的政治活動，並不會就政府修改教育（修訂）條例草案而退縮。此外，她是唯一一個委任議員對於商品說明條例草案投反對票，而該草案是在大部份勞工組織中引發批評的。由於她經常頂撞政府的政策，因而很大機會地被政府於1991年終止委任。
她亦是香港房屋委員會的委員，任期由1985年至1996年11月5日辭職為止。

## 榮譽
- MBE
- 太平紳士